# Генріх Мюрль
Ге́нріх Мюрль (Heinrich Mürl; 11 лютого 1912, Ессен — ?) — німецький офіцер-підводник, оберлейтенант-цур-зее крігсмаріне. Кавалер Німецького хреста в золоті.

## Біографія
1 квітня 1932 року вступив на флот. З 16 січня 1936 року — помічник боцмана на підводному човні U-19, на якому взяв участь у дев'яти походах, під час яких були потоплені 13 кораблів загальною водотоннажністю 34 430 тонн. 16 вересня 1940 року направлений на будівництво U-98. З 12 жовтня 1940 року — старший штурман на U-98, на якому взяв участь у шести походах, під час яких були потоплені 11 кораблів (59 427 тонн). 1 березня 1942 року направлений на будівництво U-177. З 14 березня 1942 року — старший штурман на U-177, на якому взяв участь у двох походах, під час яких були потоплені 14 кораблів (87 388 тонн) і пошкоджений 1 корабель (2588 тонн). З 25 жовтня по 18 грудня 1943 і з 7 січня по 26 березня 1944 року пройшов курс офіцера-підводника, 27—31 березня — курс позиціонування (радіовимірювання), з 1 квітня по 15 травня — курс командира човна, після чого був направлений на будівництво U-2327. З 19 серпня 1944 року — командир U-2327. У лютому 1945 року переданий в розпорядження 1-го навчального дивізіону підводних човнів. З березня 1945 року — командир роти бази підводних човнів «Ставангер». 8 травня 1945 року взятий у полон британськими військами.

## Звання
- Рекрут (1 квітня 1932)
- Боцманмат (1 жовтня 1935)
- Обербоцманмат (1 жовтня 1937)
- Оберштурман (1 червня 1940)
- Лейтенант-цур-зее (1 липня 1943)
- Оберлейтенант-цур-зее (1 липня 1944)

## Нагороди
- Медаль «За вислугу років у Вермахті» 4-го класу (4 роки)
- Нагрудний знак підводника (30 травня 1941)
- Залізний хрест
  - 2-го класу (30 травня 1941)
  - 1-го класу (28 лютого 1942)
- Німецький хрест в золоті (9 листопада 1943)